# In the World
| Recensione | Giudizio |
| ---------- | -------- |
| AllMusic   | [ 1 ]    |

In the World è un album discografico di Clifford Jordan, pubblicato dall'etichetta discografica Strata-East Records nel 1972.

## Tracce
Lato A
1. Vienna – 17:10 (Clifford Jordan)
2. Doug's Prelude – 4:47 (Clifford Jordan)

Lato B
1. Ouagoudougou – 11:00 (Clifford Jordan)
2. 872 – 7:14 (Clifford Jordan)

## Musicisti
Vienna / Doug's Prelude
- Clifford Jordan - sassofono tenore
- Julian Priester - trombone
- Don Cherry - tromba
- Wynton Kelly - pianoforte
- Wilbur Ware - contrabbasso (solo nel brano: Vienna)
- Richard Davis - contrabbasso
- Al Heath - batteria

Ouagoudougou / 872
- Clifford Jordan - sassofono tenore
- Julian Priester - trombone
- Kenny Dorham - tromba
- Wynton Kelly - pianoforte
- Wilbur Ware - contrabbasso (solo nel brano: 872)
- Richard Davis - contrabbasso
- Roy Haynes - batteria
- Ed Blackwell - batteria

Note aggiuntive
- Clifford Jordan - produttore
- Registrazione effettuata al Town Sound Studios di New York, primavera 1969
- Orville O'Brion - ingegnere della registrazione
- C.L. Roberts - design copertina album[2]